# 시리아의 재외공관 목록

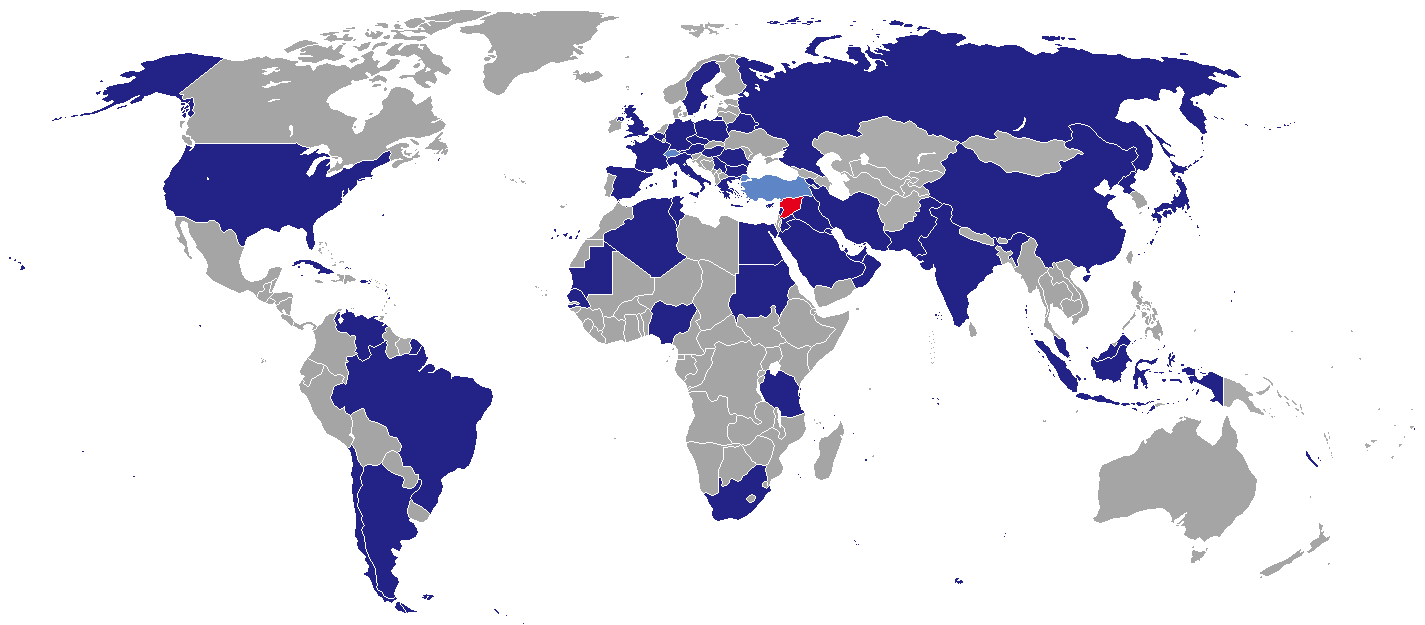
시리아의 재외공관

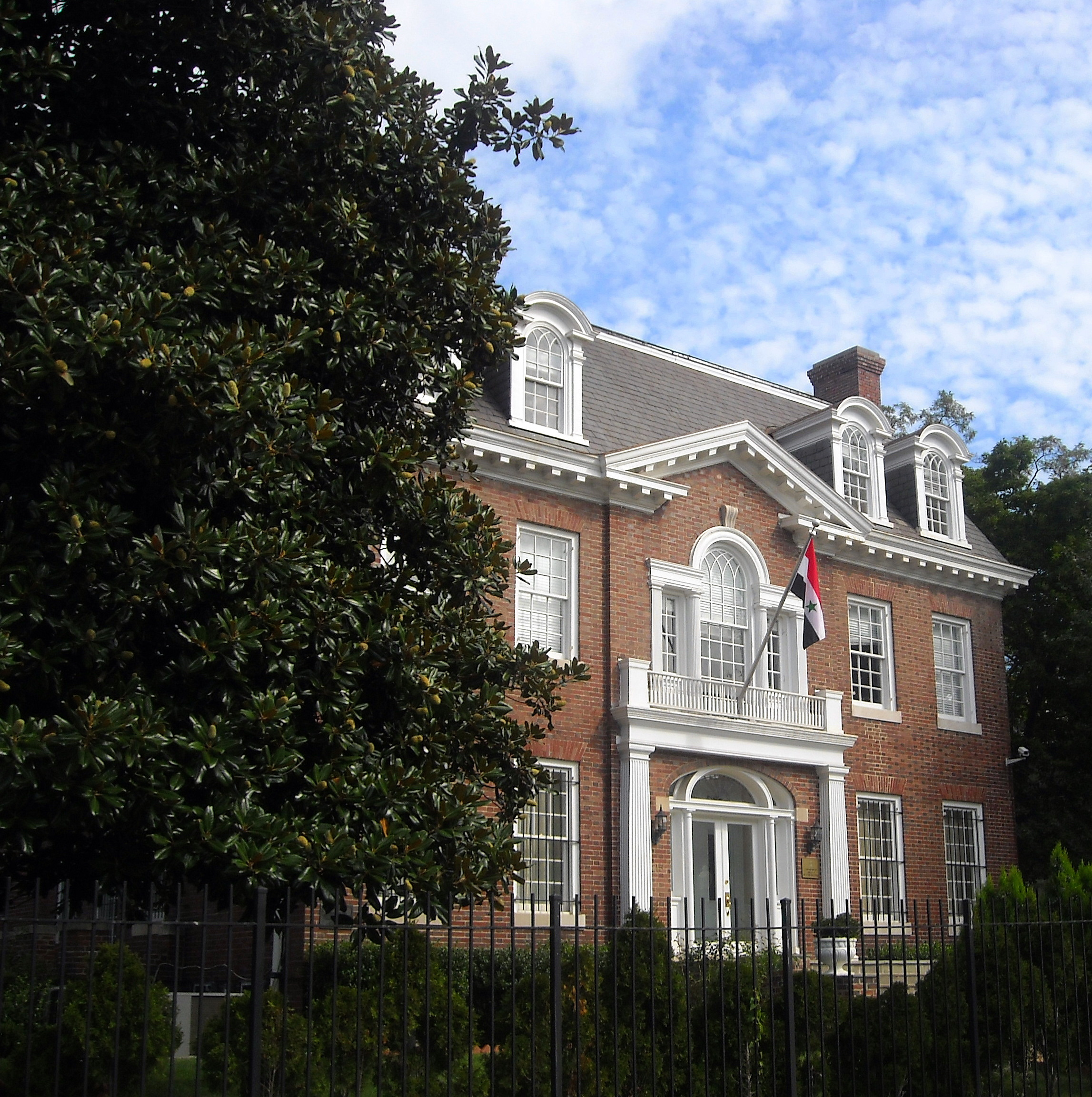
워싱턴 D.C. 주재 시리아 대사관

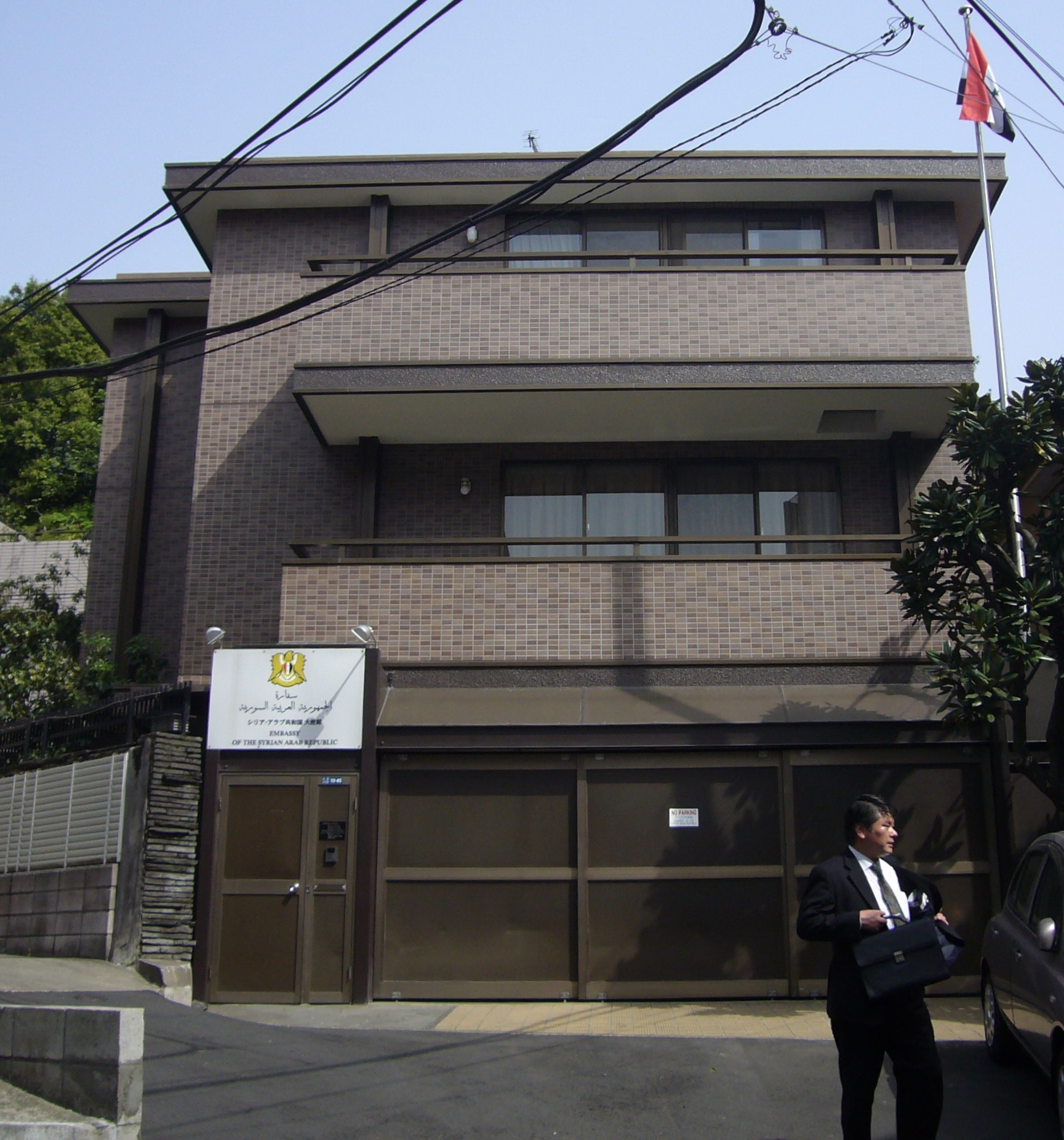
도쿄 주재 시리아 대사관

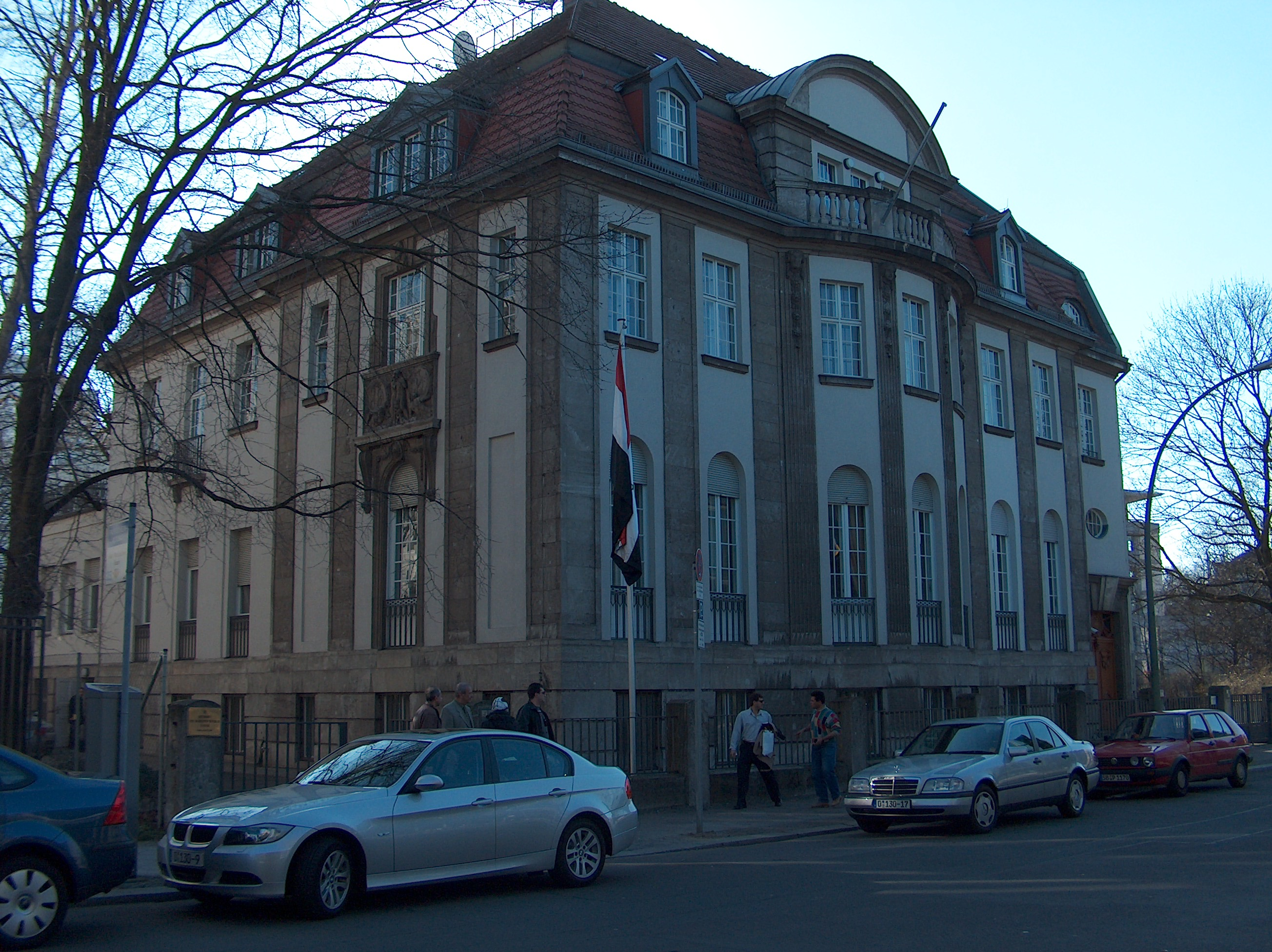
베를린 주재 시리아 대사관

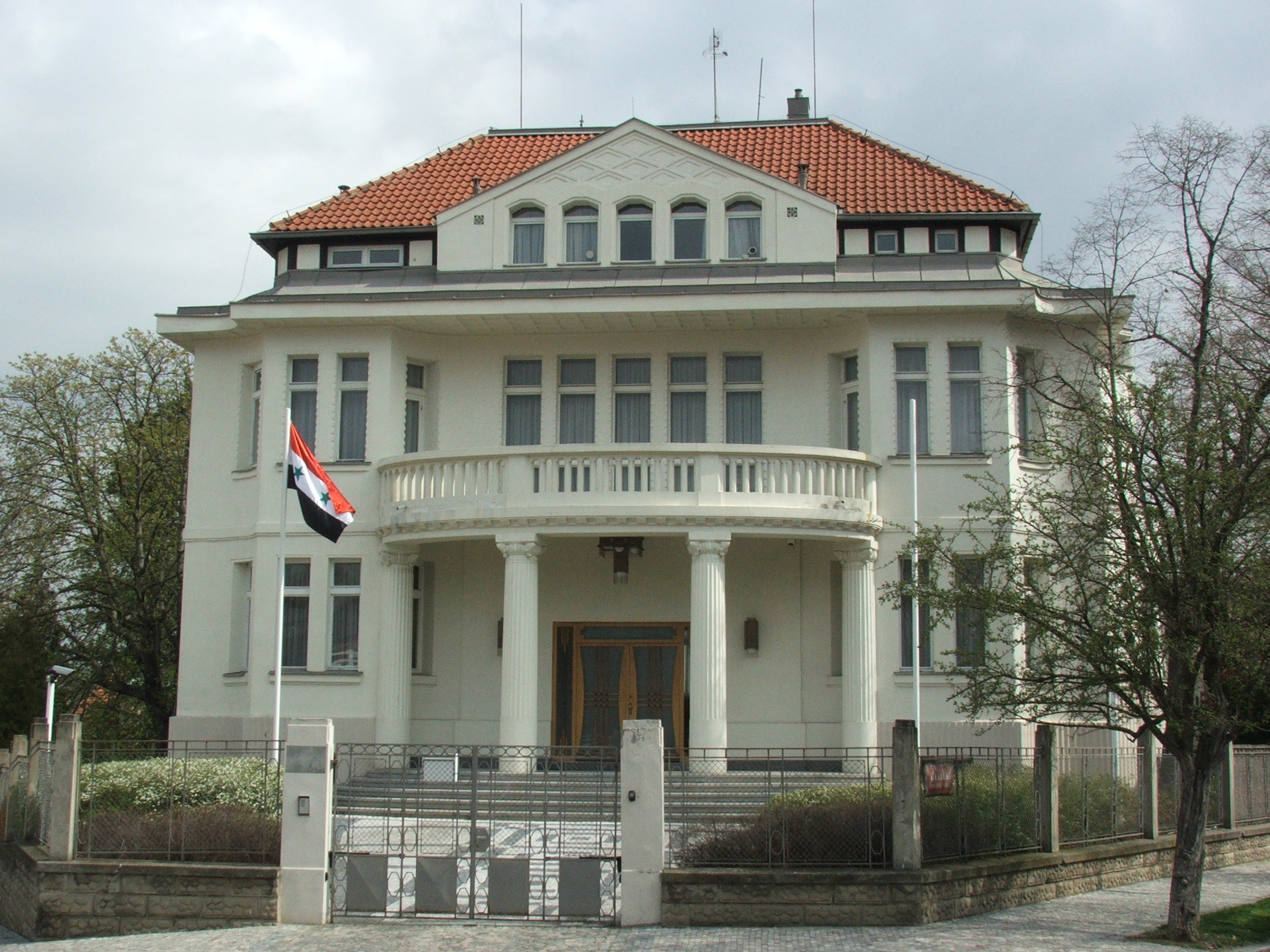
프라하 주재 시리아 대사관

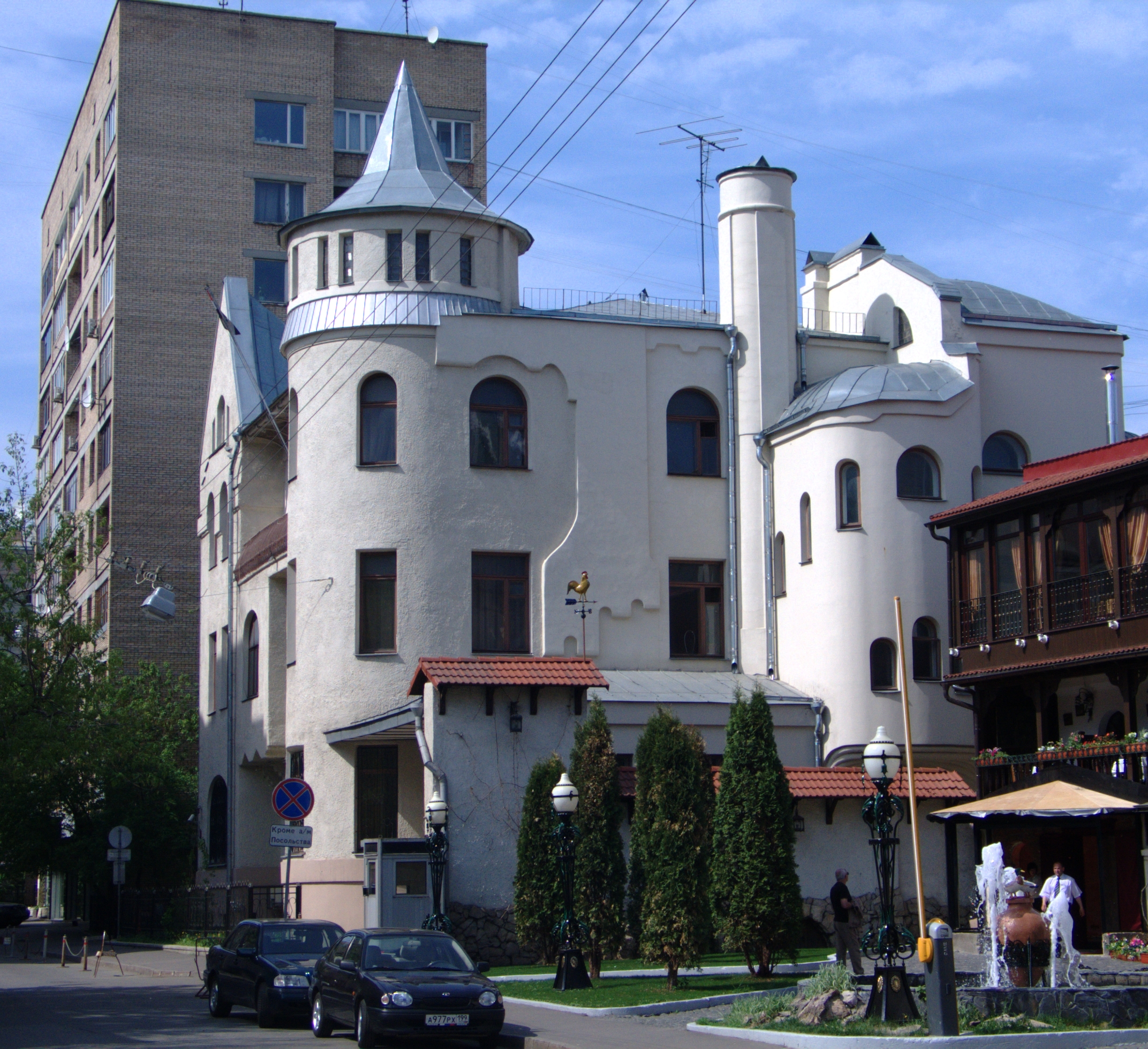
모스크바 주재 시리아 대사관

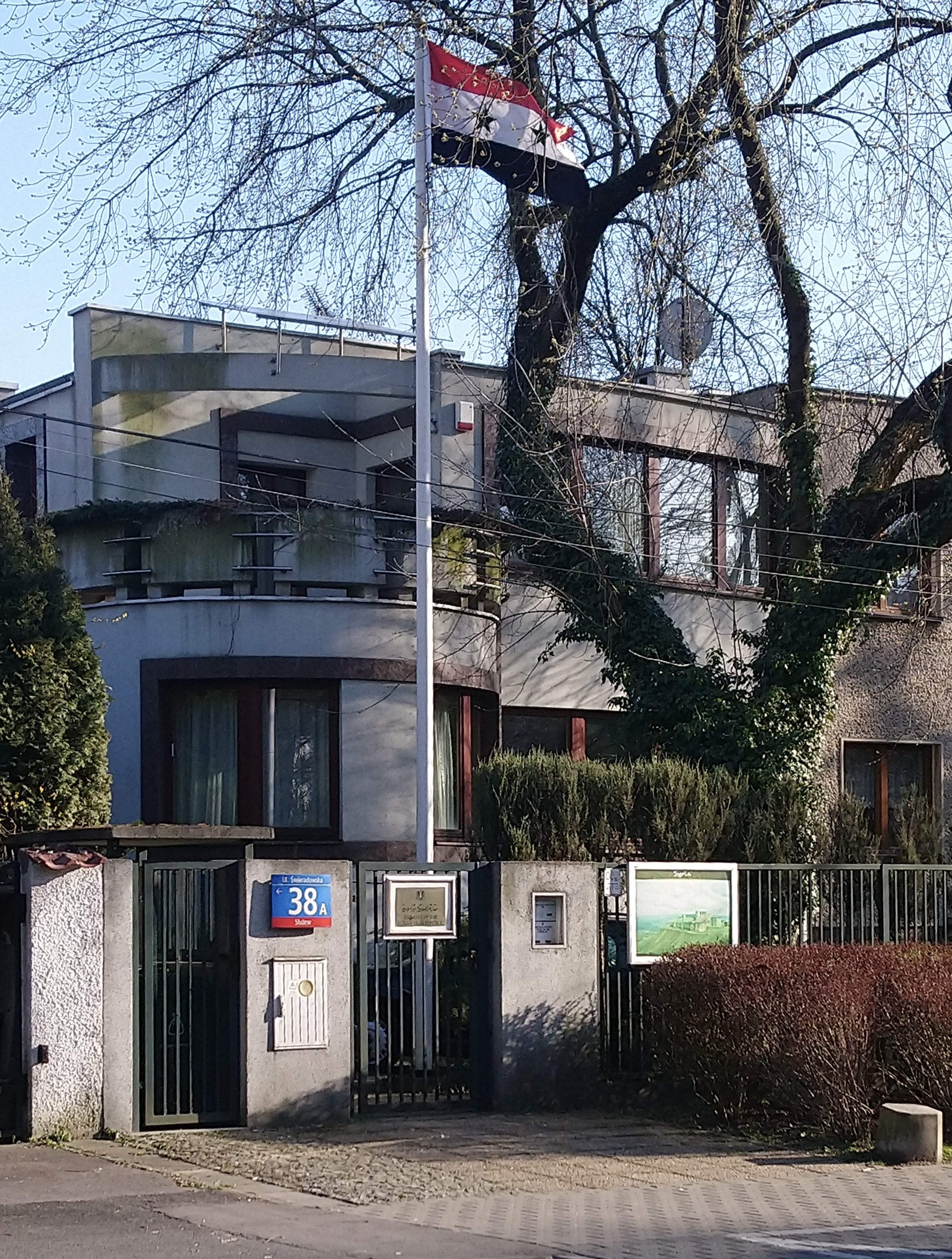
바르샤바 주재 시리아 대사관

시리아의 재외공관 목록은 시리아 주재 대사관을 각국에 상주시켜 놓는 것을 의미하며 시리아의 재외공관을 나열한 목록이다.

## 아프리카
- 알제리 : 알제 (대사관)
- 이집트 : 카이로 (대사관)
- 리비아 : 트리폴리 (대사관), 벵가지 (총영사관)
- 모리타니 : 누악쇼트 (대사관)
- 모로코 : 라바트 (대사관)
- 나이지리아 : 라고스 (대사관)
- 세네갈 : 다카르 (대사관)
- 남아프리카 공화국 : 프리토리아 (대사관)
- 수단 : 하르툼 (대사관)
- 탄자니아 : 다르에스살람 (대사관)
- 튀니지 : 튀니스 (대사관)

## 아메리카
- 아르헨티나 : 부에노스아이레스 (대사관)
- 브라질 : 브라질리아 (대사관), 상파울루 (총영사관)
- 캐나다 : 오타와 (대사관), 몬트리올 (총영사관)
- 칠레 : 산티아고 (대사관)
- 쿠바 : 아바나 (대사관)
- 미국 : 워싱턴 D.C. (대사관)
- 베네수엘라 : 카라카스 (대사관)

## 아시아
- 아프가니스탄 : 카불 (대사관)
- 아르메니아 : 예레반 (대사관)
- 바레인 : 마나마 (대사관)
- 중화인민공화국 : 베이징시 (대사관)
- 인도 : 뉴델리 (대사관)
- 인도네시아 : 자카르타 (대사관)
- 이란 : 테헤란 (대사관), 이스파한 (총영사관)
- 이라크 : 바그다드 (대사관), 모술 (총영사관)
- 일본 : 도쿄도 (대사관)
- 요르단 : 암만 (대사관)
- 조선민주주의인민공화국 : 평양직할시 (대사관)
- 쿠웨이트 : 쿠웨이트시티 (대사관)
- 레바논 : 베이루트 (대사관)
- 말레이시아 : 쿠알라룸푸르 (대사관)
- 오만 : 무스카트 (대사관)
- 파키스탄 : 이슬라마바드 (대사관), 라호르 (총영사관), 카라치 (총영사관)
- 카타르 : 도하 (대사관)
- 사우디아라비아 : 리야드 (대사관), 지다 (총영사관)
- 튀르키예 : 앙카라 (대사관), 가지안테프 (총영사관), 이스탄불 (총영사관)
- 아랍에미리트 : 아부다비 (대사관)
- 예멘 : 사나 (대사관)

## 유럽
- 알바니아 : 티라나 (대사관)
- 오스트리아 : 빈 (대사관)
- 벨기에 : 브뤼셀 (대사관)
- 불가리아 : 소피아 (대사관)
- 키프로스 : 니코시아 (대사관)
- 체코 : 프라하 (대사관)
- 프랑스 : 파리 (대사관), 마르세유 (총영사관)
- 독일 : 베를린 (대사관), 함부르크 (총영사관)
- 그리스 : 아테네 (대사관)
- 헝가리 : 부다페스트 (대사관)
- 이탈리아 : 로마 (대사관)
- 네덜란드 : 헤이그 (대사관)
- 폴란드 : 바르샤바 (대사관)
- 루마니아 : 부쿠레슈티 (대사관)
- 러시아 : 모스크바 (대사관)
- 세르비아 : 베오그라드 (대사관)
- 스페인 : 마드리드 (대사관)
- 스웨덴 : 스톡홀름 (대사관)
- 스위스 : 베른 (대사관), 제네바 (총영사관)
- 우크라이나 : 키예프 (대사관)
- 영국 : 런던 (대사관)

## 대표부
- EU 시리아 정부 대표부 : 브뤼셀
- UN 시리아 정부 대표부 : 빈, 제네바, 뉴욕
- UNESCO 시리아 정부 대표부 : 파리
- FAO 시리아 정부 대표부 : 로마
- 아랍 연맹 시리아 정부 대표부 : 카이로